# Бейкер, Саймон (легкоатлет)
Саймон Фрэнсис Бейкер (англ. Simon Francis Baker; род. 6 февраля 1958, Мельбурн) — австралийский легкоатлет, специалист по спортивной ходьбе. Выступал на профессиональном уровне в 1983—1996 годах, победитель Кубка мира, чемпион Игр Содружества, призёр ряда крупных стартов международного и национального значения, участник четырёх летних Олимпийских игр.

## Биография
Саймон Бейкер родился 6 февраля 1958 года в Мельбурне, Австралия. Занимался лёгкой атлетикой в Окли, проходил подготовку в местном клубе Oakleigh Athletic Club.
Впервые заявил о себе на международном уровне в сезоне 1983 года, когда вошёл в состав австралийской сборной и выступил на Кубке мира по спортивной ходьбе в Бергене, где занял 14-е место в личном зачёте 20 км. Позднее в той же дисциплине показал 29-й результат на чемпионате мира в Хельсинки.
Благодаря череде успешных выступлений в 1984 году удостоился права защищать честь страны на летних Олимпийских играх в Лос-Анджелесе — в программе 20 км показал время 1:27:43, расположившись в итоговом протоколе соревнований на 14-й строке.
В 1985 году занял 12-е место на Кубке мира в Сент-Джонсе.
В 1986 году одержал победу в ходьбе на 30 км на Играх Содружества в Эдинбурге.
В 1987 году в 20-километровой дисциплине показал 11-й результат на Кубке мира в Нью-Йорке, 24-й результат на чемпионате мира в Риме.
Принимал участие в Олимпийских играх 1988 года в Сеуле — в зачёте 20 км с личным рекордом 1:21:47 стал 11-м, в гонке на 50 км с результатом 3:44:07 пришёл к финишу шестым.
В 1989 году финишировал седьмым в ходьбе на 5000 метров на чемпионате мира в помещении в Будапеште. На Кубке мира в Оспиталете превзошёл всех соперников в дисциплине 50 км, установив при этом рекорд Океании — 3:43:13. Стал первым представителем Океании, сумевшим выиграть Кубок мира по спортивной ходьбе.
На Играх Содружества 1990 года в Окленде был седьмым в ходьбе на 30 км.
В 1991 году в дисциплине 50 км завоевал серебряную награду на Кубке мира в Сан-Хосе, уступив на финише только мексиканцу Карлосу Мерсенарио, сошёл с дистанции на чемпионате мира в Токио.
На Олимпийских играх 1992 года в Барселоне в ходьбе на 50 км с результатом 4:08:11 занял 19-е место.
В 1993 году стартовал на 50-километровой дистанции на Кубке мира в Монтеррее, финишировал седьмым.
В 1994 году стал шестым в ходьбе на 30 км на Играх Содружества в Виктории.
Участвовал в Олимпийских играх 1996 года в Атланте, где в программе 50 км был дисквалифицирован за нарушение техники ходьбы. После атлантской Олимпиады завершил спортивную карьеру.